# Best Friend (сингл Yelawolf)
«Best Friend» — п'ятий сингл американського репера Yelawolf з його третього студійного альбому Love Story.

## Відеокліп
Прем'єра кліпу відбулась 24 квітня 2015 на офіційному Vevo-каналі Yelawolf на YouTube.

## Чартові позиції
| Чарт (2015)                                      | Найвища позиція |
| ------------------------------------------------ | --------------- |
| Бельгія (Ultratop Flanders)                      | 78              |
| Бельгія (Urban) (Ultratop Flanders)              | 28              |
| Канада (Canadian Hot 100)                        | 51              |
| США (Bubbling Under Hot 100 Singles) (Billboard) | 3               |
| США (Hot R&B/Hip-Hop Songs) (Billboard)          | 36              |